# 恐怖に訴える論証
恐怖に訴える論証（きょうふにうったえるろんしょう、羅: argumentum ad metum、argumentum in terrorem、英: appeal to fear）は、相手に恐怖と先入観を植えつけることで自身の考えを支持させようとする誤謬の一種。マーケティングや政治でよく見られる手法である。

## 形式
次のような論証形式である。
P または Q のどちらかが真である。
Q なら恐ろしいことになる。
したがって P が真である。
この論証は論理的には妥当ではない。感情に訴える論証を使い、潜在的恐怖を利用して話者の提案である P を支持させようとする。同時に間違ったジレンマも利用し、他の選択肢は Q しかないと示唆している。

## 恐怖、不安、疑念 (FUD)
恐怖、不安、疑念（fear, uncertainty, and doubt、FUD）は、販売やマーケティングにおける「恐怖に訴える論証」を指す用語である。この場合、企業は競合他社の製品についてネガティブな（そして漠然とした）情報を広める。この用語はコンピュータ業界での偽情報戦術を指す用語を起源とし、徐々に一般化していった。FUDは「何らかの偽情報を武器として使い、暗黙に強制する」ことである。FUDによって、技術的利点とは無関係にブランドだけで購入する製品を選択するという状況を生み出すことができる。ある大手コンピュータ企業はFUDという非倫理的なマーケティング手法を意図的に使用していたと、競合他社に指摘されていた。
当初FUDといえばIBMだったが、1990年代にはマイクロソフトのマーケティング手法を指して使われるようになってきた。ハロウィーン文書（流出したマイクロソフトの内部文書）では、オープンソースソフトウェアに対する戦術としてFUDという用語が明示的に使われていた。もっと最近では、マイクロソフトは GNU General Public License (GPL) に「ウイルス的性質」があるとする文書を発行しており、これについてもオープンソース関係者はFUDだと指摘している。

## 説得手段としての利用
「恐怖に訴える論証」は、説得の手段としてマーケティングや社会政策によく使われている。恐怖は人の態度や考え方を変化させる有効な手段であり、動機付けと恐怖のメッセージを処理する能力によって効果に差がある。恐怖の例として、村八分、職を失うこと、喫煙によってガンになること、自動車を運転していて事故に巻き込まれること、などがある。
論証に使われる恐怖の強さは説得力に比例しない。AIDSに関する公共機関のメッセージが非常に強く怖いものだった場合、対象に言いたいことが届かないことが研究から明らかになっている。ある程度の恐怖が相手の態度や考え方を最もよく変えさせることができる。相手の態度や考え方を変化させることと恐怖のレベルは無関係とする主張もある。その恐怖への対応策が示されていれば、恐怖に訴える論証がうまく機能するという。